# Кім Хі Чон
Кім Хі Чон (нар. 27 червня 1979) — південнокорейська борчиня вільного стилю, чемпіонка та срібна призерка чемпіонатів Азії.

## Життєпис
Боротьбою почала займатися з 2002 року.
Виступала за спортивний клуб Пучхона. Тренер — Ан Сун Мун.

## Спортивні результати на міжнародних змаганнях

### Виступи на Чемпіонатах світу
| Змагання                        | Збірна         | Вагова категорія          | Місце |
| ------------------------------- | -------------- | ------------------------- | ----- |
| Чемпіонат світу з боротьби 2002 | Південна Корея | жіноча боротьба, до 55 кг | 16    |
| Чемпіонат світу з боротьби 2005 | Південна Корея | жіноча боротьба, до 59 кг | 15    |
| Чемпіонат світу з боротьби 2006 | Південна Корея | жіноча боротьба, до 63 кг | 18    |
| Чемпіонат світу з боротьби 2007 | Південна Корея | жіноча боротьба, до 59 кг | 15    |

### Виступи на Чемпіонатах Азії
| Змагання                       | Збірна         | Вагова категорія          | Місце  |
| ------------------------------ | -------------- | ------------------------- | ------ |
| Чемпіонат Азії з боротьби 2004 | Південна Корея | жіноча боротьба, до 59 кг | Срібло |
| Чемпіонат Азії з боротьби 2005 | Південна Корея | жіноча боротьба, до 59 кг | Золото |

### Виступи на Азійських іграх
| Змагання           | Збірна         | Вагова категорія          | Місце |
| ------------------ | -------------- | ------------------------- | ----- |
| Азійські ігри 2006 | Південна Корея | жіноча боротьба, до 63 кг | 5     |

### Виступи на інших змаганнях
| Змагання                                                     | Збірна         | Вагова категорія          | Місце |
| ------------------------------------------------------------ | -------------- | ------------------------- | ----- |
| Олімпійський кваліфікаційний турнір з боротьби 2004 (Мадрид) | Південна Корея | жіноча боротьба, до 63 кг | 8     |